# اینچه (کشاورز)
اینچه یک روستا در ایران است که در دهستان چهاردولی شهرستان شاهین‌دژ واقع شده‌است. اینچه ۸۵ نفر جمعیت دارد.